# USS Panther (1889)
«Пантер» (англ. USS Panther (1889) — озброєне торговельне судно—допоміжне військове судно, що перебувало на озброєнні військово-морських сил США на початку XX століття та за роки Першої світової війни.

## Історія служби
«Пантер» був прийнятий на озброєння одразу після того, як почалася іспансько-американська війна, і його спішно переобладнали у військовий транспорт. 27 квітня 1898 року корабель прийняв на борт 1-й батальйон морської піхоти під командуванням підполковника Роберта У. Хантінгтона для підготовки до бойових дій на Кубі, який відплив із Брукліна, штат Нью-Йорк, вже за п'ять днів. Бувши переобладнаним «банановим човном», «Пантер» виявився абсолютно непридатним для транспортування військ, і моральний дух морської піхоти постраждав у тісних і задушливих приміщеннях поспішно переобладнаного судна, коли він прямував на південь. Оскільки «Пантер» не мав корабельної зброї, то був змушений зупинитися на Гемптон-Роудс, штат Вірджинія, щоб отримати озброєний супровід, перш ніж вирушити далі до Кі-Веста, штат Флорида. Тут судно очікувало подальших наказів, поки морські піхотинці висадилися на берег для проведення батальйонних навчань, стрільб із гвинтівки та тренувальних маршів. Потім «Пантер» приєднався до Північноатлантичного флоту, частини якого блокували Кубу протягом усього конфлікту. Адмірал Вільям Т. Семпсон отримав повідомлення з Кі-Веста на початку травня про те, що ескадра іспанського адмірала Паскуаля Сервера-і-Топете, швидше за все, здійснить рейд проти військово-морських сил США в Сантьяго-де-Куба. «Пантер» та інші кораблі американського флоту патрулювали цей порт, доки він не прибув до Гуантанамо з батальйоном із 633 рядових морських піхотинців і 24 офіцерів під командуванням підполковника Роберта В. Хантінгтона.

Карта маршруту Великого Білого флоту (державні кордони на карті 2009 року)

У 1907 році допоміжне військове судно-плавуча майстерня «Пантер» включили до складу «Великого Білого флоту», який у 1907 році за наказом Президента США Т. Рузвельта здійснив навколосвітню подорож, продемонструвавши усьому світові зрослу міць та силу американського флоту. 17 грудня флот, до якого входили майже усі американські лінійні кораблі того часу, виплив з Гемптон-Роудс і здійснив перехід на південь до Карибського басейну, а потім до Південної Америки, зупиняючись у Порт-оф-Спейн, Ріо-де-Жанейро, Пунта-Аренас та Вальпараїсо серед інших міст. Після прибуття до західного узбережжя Мексики в березні 1908 року флот провів три тижні, тренуючись у бойових стрільбах корабельної артилерії.
Потім флот відновив подорож уздовж Тихоокеанського узбережжя Америки, зупинившись у Сан-Франциско та Сіетлі, а потім перетнув Тихий океан до Австралії, по дорозі зупинившись на Гаваях. Зупинки в південній частині Тихого океану включали Мельбурн, Сідней та Окленд.
Після Австралії флот повернув на північ до Філіппін, зупинившись у Манілі, а потім продовжив рух до Японії, де в Йокогамі відбулася церемонія привітання. У листопаді в Субік-Бей на Філіппінах протягом трьох тижнів проходили морські навчання. 6 грудня американські кораблі пройшли Сінгапур і увійшли в Індійський океан. У Коломбо флот поповнив запаси вугілля, перш ніж вирушити до Суецького каналу і знову поповнив свої льохи вугіллям у Порт-Саїді. Флот відвідав кілька середземноморських портів, перш ніж зупинитися в Гібралтарі, де міжнародний флот британських, російських, французьких та голландських військових кораблів привітав американців. Потім американські кораблі перетнули Атлантику, щоб повернутися на Гемптон-Роудс 22 лютого 1909 року, подолавши 46 729 морських миль (86 542 км). Там Теодор Рузвельт провів військово-морський огляд свого флоту.